# Йоахимсталер
Йоахимсталер (нім. Joachimstaler) — велика срібна монета вагою 31,7 г, що чеканилась в першій половині XVI століття в богемському місті Йоахимсталь. Вартість срібла в монеті дорівнювала вартості золота в одному рейнському гульдені. Від скороченої назви йоахимсталера виник термін талер, який поширився на усі монети такого типу.

## Передумови появи

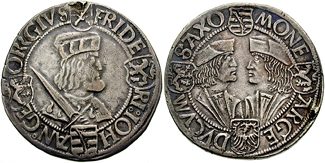
Гульденгрош курфюрста Саксонії Фрідріха III (Клапмютценталер) — прообраз йоахимсталера. (41 мм, 28.86 г.). Карбований біля 1508—1525 рр.

У 1486 році граф Тірольський та ерцгерцог Австрійський Сигізмунд, у зв'язку з дефіцитом золота і водночас наявністю багатих срібних копалень у своїй державі, випустив велику срібну монету, яка за вартістю срібла (31,7 г. 935 проби), була еквівалентна золотому рейнському гульдену. За своєю суттю карбування срібного гульдену стало першою спробою у Європі замінити золоті монети на срібні аналоги з рівною вартостю .
Нова монета отримала назву «гульденгрош» (дослівно — золотий грош) і стала відома скорочено як «гульдинер». Поява великої срібної грошової одиниці відповідала потребам тогочасної Європи , проте спочатку такі монети випускалися мізерними тиражами і по суті виконували донативні, тобто подарункові функції. Першим гульденгрошем, який набув широкого вжитку стала монета, що карбувалась у 1500—1525 роках в Саксонії. Вміст чистого срібла у ній було зменшено до 27,4 грам, щоб при співвідношенні вартості срібла до золота, яке на той час складало 10,8 до 1, вартість цієї монети повністю відповідала вартості рейнського гульдена, що містив 2,54 г золота. Саме саксонський гульдинер з вагою срібла, прив'язаною через рейнський гульдинер до кельнської марки, став прямим прообразом майбутнього йоахимсталера. Пізніше, коли назва «талер» стала загальновживаною, цей саксонський гульдинер, завдяки характерним головним уборам зображених на монеті монархів, отримав розмовну назву «клапмютценталер» (нім. Klappmützentaler) .

## Історія
У 1510—1512 роках в області Рудних гір на заході Богемського королівства було відкрито багаті родовища срібла. За наказом місцевого правителя, барона Штефана Шлика у 1516 році було засновано селище рудокопів, яке отримало назву Таль (від нім. Tal — долина). Наступного, 1517 року, поселення, що збільшилось до розмірів міста, було перейменоване на Йоахимсталь (нім. Joachimsthal, дослівно — Йоакимова долина) на честь покровителя рудокопів святого Йоакима.
Офіційно постановою від 9 січня 1520 року чеський парламент дозволив графу Шліку карбувати «великі гроші вартістю рейнського золотого гульдена, його половини та чверті». Король Богемії Людовик Ягеллончик підтвердив привілеї Шліка для Йоахимсталя, але нічого не вказав щодо надання монетного привілея, тобто формально ніколи не схвалював карбування монет Шліка, а лише допускав його.
Вже в 1520 році було випущено близько 61,5 тисяч великих срібних монет за типом гульдинера і в подальших роках їх карбування тривало. До 1527 року продуктивність монетного двору зросла до 208 593 талерів. Монети, карбовані у Йоахимталі мали вагу в 29,25-29,5 г і містили близько 27,2 г чистого срібла. Монети мали характерний дизайн: на аверсі містилось зображення святого Йоакима, а на реверсі — геральдичний богемський лев і титул короля Людовика. Крім повновісних талерів, карбувалися монети вартістю в чверть або півталера, але лише у виняткових випадках. У 1520 році було викарбувано невелику кількість монет номіналом у два, три та чотири талери.
Еслінгенський імперський монетний статут 1524 року з метою уніфікації грошового обігу затвердив великі срібні монети типу талера в статусі імперської грошової одиниці
У 1525 році повстання гірників Йоахимсталя мало негативний вплив на карбування. Це повстання було частиною Селянської війни в Німеччині (1524—1526), що призвела до масштабних грабежів в інших гірських містечках.
У 1526 році Стефан Шлик взяв участь у невдалій для християн битві з турками при Мохачі і загинув у ній разом зі своїм сюзереном Людовиком Ягеллончиком, останнім королем Богемії з династії Ягеллонів. Ситуацією скористався ерцгерцог Австрії Фердинанд I Габсбург, дружина якого, Анна Ягеллонка залишилась спадкоємицею Богемського престолу. У лютому 1527 року у Празі відбулася коронація Фердинанда корлем.
У 1528 року родину покійного графа Шлика було позбавлено права карбувати власні монети, а монетний двір у Йоахимсталі став королівським. Замість святого Йоакима на монетах стали зображати портрет Фердинанда.  У зв'язку зі зміною дизайну великої срібної монети, що чеканилася в Йоахимсталі, в ряді джерел часом закінчення випуску йоахимсталерів називається 1528 рік. З 1534 кількість срібла в йоахимсталерах було знижено з 27,2 до 26,39 грам при збереженні загальної ваги монети в 29,5 грам.
У 1547 році під час Шмалькальденської війни місто було пограбовано. Сімейство Шлик, яке брало участь у війні на боці протестантів проти короля, назавжди втратило право на володіння Йоахимсталем.

## Кількість викарбованих йоахимсталерів

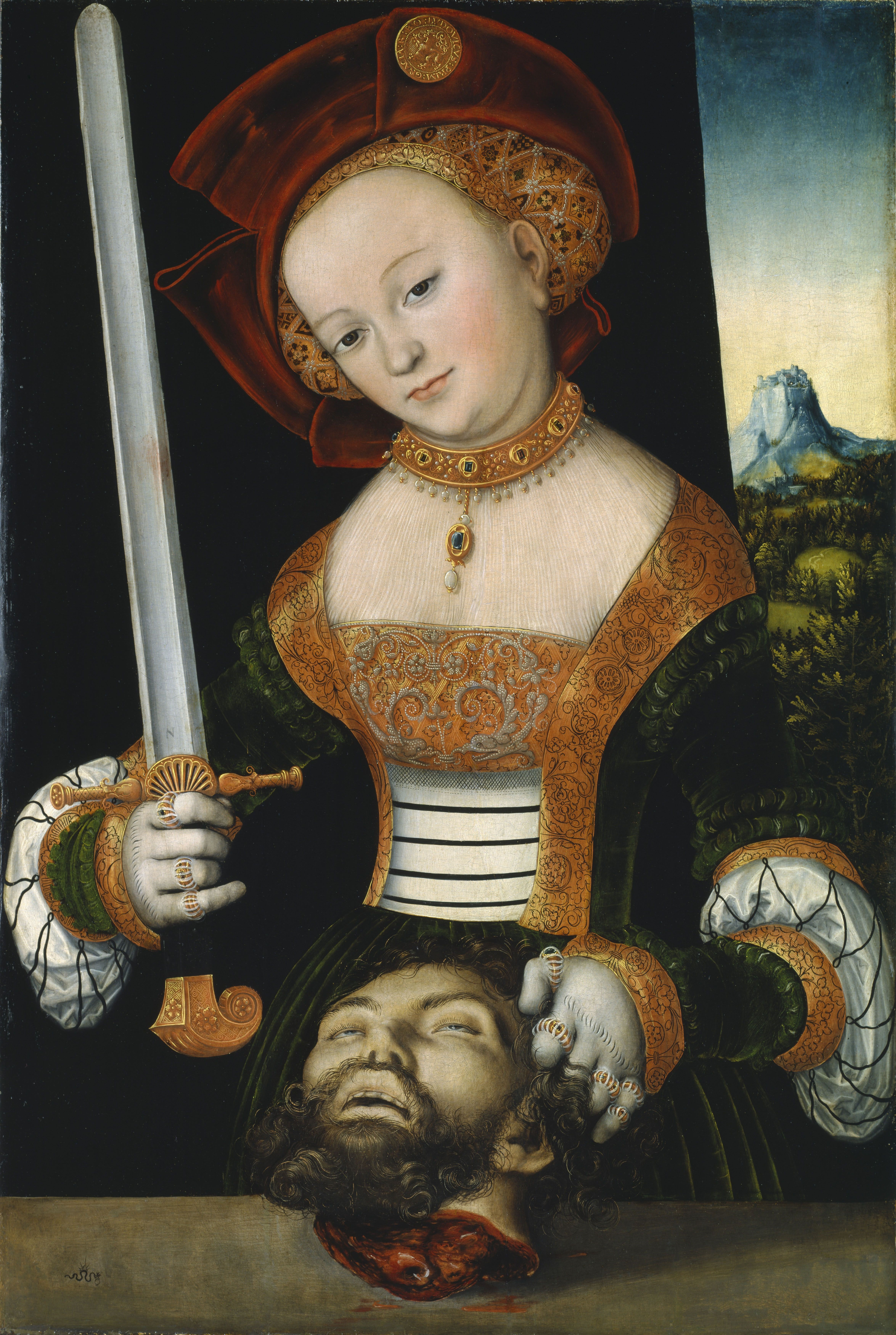
Картина Лукаса Кранаха «Юдіф з головою Олоферна» (1530). Капелюх Юдіф прикрашений йоахимсталером з іменем загиблого за 4 роки до створення картини короля Людовика

У літературі стверджується, що всього було викарбувано більше двох мільйонів йоахимсталерів. Згідно з матеріалами Лейпцизької перевірки, з травня 1520 по квітень 1528 було вибито 2,08 мільйона йоахимсталерів (включаючи дрібніші номінали). За весь період карбування (кінець 1519 — весна 1528) можна розраховувати на близько 2,2 мільйона йоахимсталерів. Безсумнівно, що в 1519 році було відкарбовано лише невелику кількість йоахимсталерів, оскільки карбування почалося лише наприкінці року. Також у 1525 році через повстання гірників було викарбувано менше монет.

## Вплив йоахимсталера на грошовий обіг
За середньовічними мірками, тираж нових гульдинерів був величезний. Всього до 1545 з срібла копалень Йоахимсталя було викарбувано більше 3 млн екземплярів йоахімсталерів. Це принесло не лише колосальний дохід сімейству Шликів, але й призвело до їхнього поширення по всій Німеччині, Чехії та Угорщині, а також за їх межами. Велика кількість характерних нових монет призвела до того, що їх почали називати за місцем карбування «Йоахимсталерами» або скорочено «талерами». Ця назва пізніше перейшла на всі типи гульденгрошів. В інших країнах назва трансформувалась в долар, даальдер, дальдре, далер, талеро, таларі, толар, талер. За зразком талерів карбувалися такі монети, як песо, піастр, екю, крона, рубль та багато інших.
У Росії її за основу для назви монети було взято не друга, а перша частина слова. В результаті великі срібні монети, що потрапляли з Європи, отримали назву «єфімків».